# Puerto Princesa
Puerto Princesa ist die Hauptstadt der philippinischen Provinz Palawan.

## Geografie
Das Gebiet der Highly Urbanized City liegt in der Mitte der Insel Palawan und erstreckt sich über deren gesamte Breite. Es wird im Norden von den Gemeinden San Vicente und Roxas, und im Süden von Aborlan begrenzt. Die eigentliche Stadt, wo drei Viertel der Bevölkerung leben, liegt auf einer Halbinsel an der Puerto Princesa Bay an der Ostküste.
An der Westküste befindet sich der Puerto Princesa Subterranean River National Park. Südwestlich des Nationalparks liegt die Ulugan-Bucht, diese markiert die schmalste Stelle der Insel Palawan. Im Süden des Stadtgebiets erhebt sich der Thumb Peak.

## Geschichte

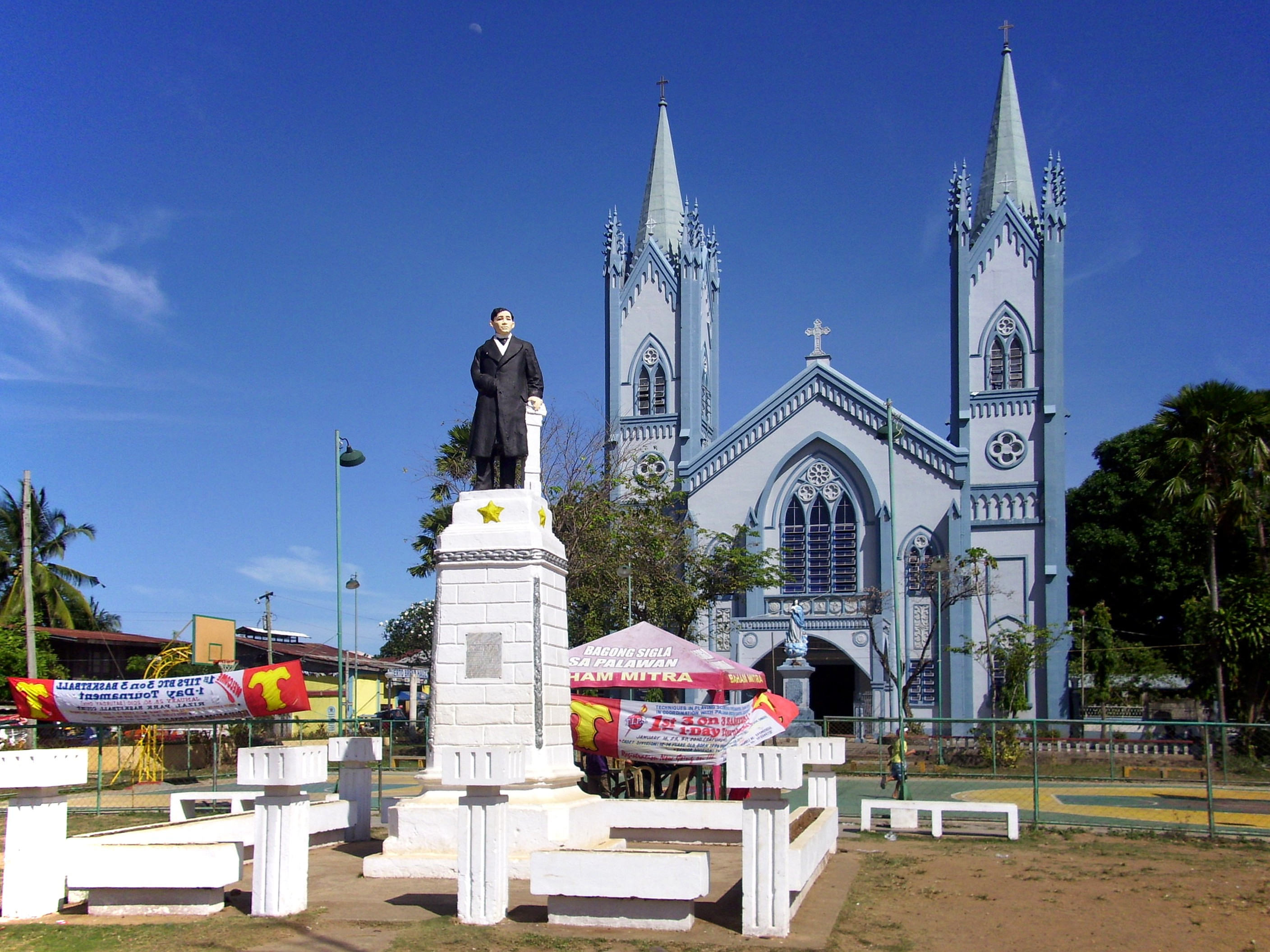
Rizal-Denkmal und Kathedrale

Die Stadt wurde offiziell am 4. März 1872 gegründet. Der Name Puerto de la Princesa bezieht sich auf Prinzessin María Eulalia von Spanien. Im Jahr 1911 wurde die Provinzverwaltung Palawans von Taytay hierher verlegt.
Am Ort der ersten Messfeier nach der Gründung wurde 1961 die Kathedrale der Unbefleckten Empfängnis erbaut, die Stadterhebung erfolgte 1970. Seit 1994 ist Puerto Princesa Sitz der Universität von Palawan.

## Politik, Wirtschaft
Bürgermeister ist seit 2013 Lucilo R. Bayron, sein Vorgänger war Edward S. Hagedorn. Puerto Princesa führte als erste Kommune in den Philippinen genormte Mülltonnen und ein Mülltrennungssystem ein. Seit 2010 wird die Umstellung der Autorikschas auf Elektromotoren beworben (sogen. E-Tricycles).
Ein wichtiger Wirtschaftszweig ist der Tourismus, die Stadt ist das touristische Drehkreuz der Provinz Palawan.
Touristische Anziehungspunkte sind der Puerto Princesa Subterranean River National Park, das Palawan-Museum, eine Krokodilfarm (Palawan Wildlife Rescue and Conservation Center), ein Gefängnis mit teilweise offenem Vollzug (Iwahig Prison and Penal Farm) und die Korallenriffe der Honda Bay. Außerdem ist Puerto Princesa Ausgangspunkt für Besuche des Tubbataha-Riffs. Von Zeit zu Zeit wird Puerto Princesa von Kreuzfahrtschiffen angelaufen.
Die Stadt verfügt über einen internationalen Flughafen und einen Tiefwasserhafen mit regelmäßigen Fährverbindungen nach Manila und Iloilo.

## Verwaltungsgliederung
Puerto Princesa City ist politisch untergliedert in 66 Barangays (Ortsteile):
| - Babuyan (Rural) - Bacungan (Rural) - Bagong Bayan (Rural) - Bagong Pag-Asa (Rural) - Bagong Sikat (Urban) - Bagong Silang (Rural) - Bahile (Rural) - Bancao-bancao (Urban) - Binduyan (Rural) - Buenavista (Rural) - Cabayugan (Rural) - Concepcion (Rural) - Inagawan (Urban) - Irawan (Rural) - Iwahig (Rural) - Kalipay (Rural) - Kamuning (Rural) - Langogan (Rural) - Latud (Rural) - Liwanag (Rural) - Lucbuan (Rural) - Mabuhay (Urban) - Macarascas (Rural) | - Magkakaibigan (Rural) - Maligaya (Urban) - Manalo (Rural) - Manggahan (Urban) - Maningning (Urban) - Maoyon (Rural) - Marufinas (Rural) - Maruyogon (Rural) - Masigla (Rural) - Masikap (Urban) - Masipag (Urban) - Matahimik (Urban) - Matiyaga (Urban) - Maunlad (Urban) - Milagrosa (Urban) - Model (Urban) - Montible (Rural) - Napsan (Rural) - New Panggangan (Rural) - Pagkakaisa (Rural) - Princesa (Rural) - Salvacion (Rural) | - San Jose (Urban) - San Miguel (Urban) - San Pedro (Urban) - San Rafael (Rural) - Santa Cruz (Rural) - Santa Lourdes (Rural) - Santa Lucia (Rural) - Santa Monica (Rural) - Seaside (Urban) - Sicsican (Rural) - Simpocan (Rural) - Tagabinit (Rural) - Tagburos (Rural) - Tagumpay (Urban) - Tanabag (Rural) - Tanglaw (Urban) - Barangay ng mga Mangingisda (Rural) - Inagawan Sub-Colony (Rural) - Luzviminda (Urban) - Mandaragat (Rural) - San Manuel (Rural) - Tiniguiban (Urban) |

## Hochschulen
- Holy Trinity University
- Palawan State University
- Western Philippines University.